# Achias crosskeyi
Achias crosskeyi är en tvåvingeart som beskrevs av Mcalpine 1994. Achias crosskeyi ingår i släktet Achias och familjen bredmunsflugor. Inga underarter finns listade i Catalogue of Life.